# 745 هـ
745 هـ هي سنة في التقويم الهجري امتدت مقابلةً في التقويم الميلادي بين سنتي 1344 و1345.

## مواليد
- الزركشي
- بدر الدين الزركشي

## وفيات
- أبو حيان الغرناطي
- الجغميني